# Liberaal-Democratische Partij van Wit-Rusland
De Liberaal-Democratische Partij van Wit-Rusland (Wit-Russisch: Лібэральна-дэмакратычная партыя Беларусі, Liberalna-demokratitsjnaja partyja Belaroesi), is een Wit-Russische politieke partij. De partij staat onder leiding van Oleg Hajdoekevitsj en is een afdeling van de Liberaal-Democratische Partij van Rusland. De LDPB streeft net als haar Russische evenknie vereniging van Wit-Rusland met Rusland na om zo te komen tot de stichting van een Groot-Russische federatie. De partij steunt president Aleksandr Loekasjenko en diens beleid. Overigens is de Wit-Russische president ook voorstander van een Groot-Russische federatie.
Bij de parlementsverkiezingen van 2004 verwierf de partij voldoende stemmen voor 1 zetel in het 110 zetels tellende Kamer van Afgevaardigden, maar verloor die zetel alweer bij de parlementsverkiezingen van 2008. Bij de presidentsverkiezingen van 2006 behaalde kandidaat Sjarhej Hajdoekevitsj 3,5% van de stemmen. Bij de parlementsverkiezingen van 2012 won de partij 4 zetels, een aantal dat de partij bij de verkiezingen van 2016 behield. Bij de parlementsverkiezingen van 2019 kwam de partij uit op 5 zetels.
In 2019 volgde Oleg zijn vader Sjarhej Hajdoekevitsj op als partijleider.